# Kevin Csoboth
Kevin Csoboth (* 20. Juni 2000 in Pécs) ist ein ungarischer Fußballspieler.

## Karriere

### Verein
Im Sommer 2016 wechselte Csoboth aus der Jugend von Ferencváros Budapest zur Jugend des Kozármisleny FC. Kozármisleny verlieh ihn für die Saison 2016/17 an die U17 des portugiesischen Vereins Benfica Lissabon, dem er sich im folgenden Sommer fest anschloss und dort fortan für die U19 spielte. Am 16. Februar 2019 debütierte er für die B-Mannschaft in der zweiten Liga. Zur Saison 2021/22 kehrte er nach Ungarn zurück und schloss sich dem Fehérvár FC an. Nach einem einzigen Kurzeinsatz in der ersten Liga wurde er im Februar 2022 bis zum Saisonende an Szeged-Csanád verliehen. Ab August 2022 spielte er für Újpest Budapest. Im August 2024 wechselte er zum FC St. Gallen.

### Nationalmannschaft
Nach Einsätzen in der U15 und U16 spielte Csoboth ab September 2016 auch in der U17. Mit dieser Auswahl qualifizierte er sich für die Europameisterschaft 2017, bei der Ungarn den fünften Platz belegte. Anschließend bestritt er Spiele für die U18 und die U19.
Sein Debüt in der A-Nationalmannschaft gab Csoboth am 23. März 2023 beim 1:0-Sieg im Freundschaftsspiel gegen Estland, als er in der 76. Minute für Dominik Szoboszlai eingewechselt wurde. Anschließend kam er in der Qualifikation zur Europameisterschaft 2024 fünfmal zum Einsatz.
Am 14. Mai 2024 wurde Csoboth von Nationaltrainer Marco Rossi in den Kader für die Europameisterschaft 2024 berufen. Er wurde im zweiten und dritten Vorrundenspiel eingewechselt. Trotz seines Ausgleichstreffers in der letzten Spielminute gegen Schottland schied die Mannschaft nach der Vorrunde aus.